# Prados (Segovia)
Prados es una localidad española perteneciente al municipio de El Espinar, en la provincia de Segovia, comunidad autónoma de Castilla y León.
En 2024 contaba con 4 habitantes.

## Geografía

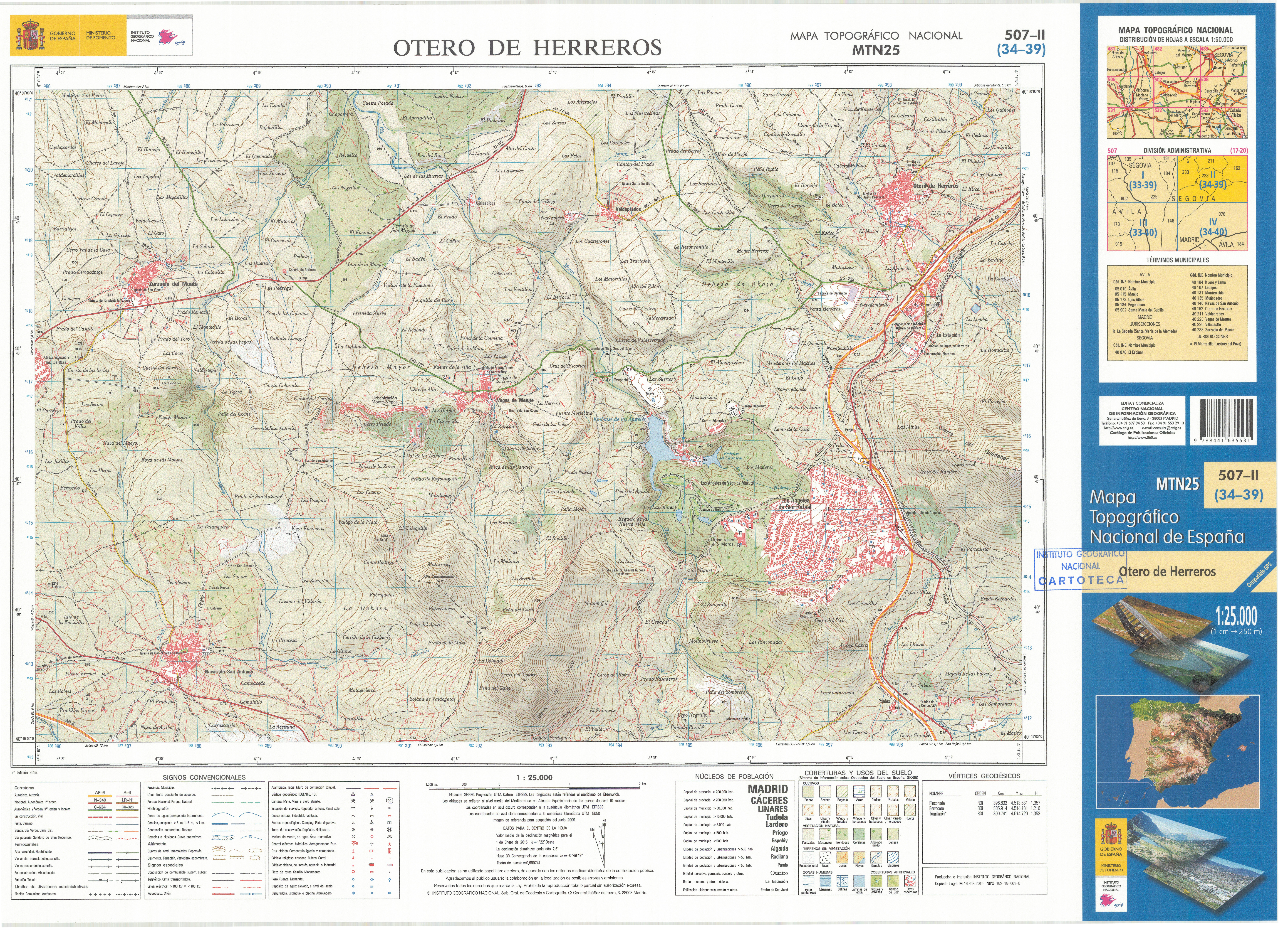
Fragmento 0507c2 del Mapa Topográfico Nacional de España de 2015 en el que se representa a Prados

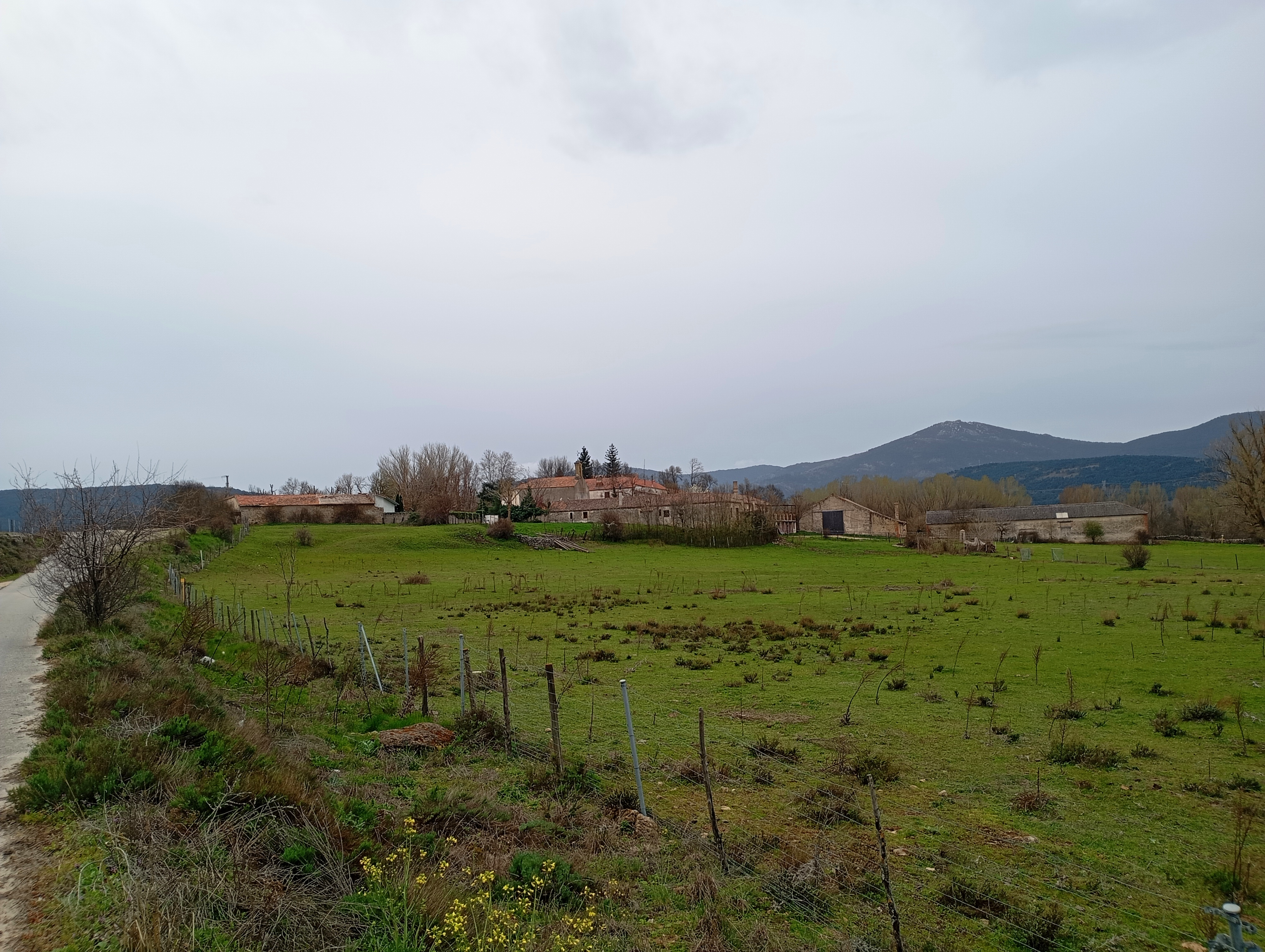
Vista general de Prados

Sita en las últimas estribaciones de la Sierra de Guadarrama, está situada junto a la Autopista AP-61 y la carretera N-603. La localidad es accesible mediante un vial de 0,4 km con su origen en la carretera SG-A-7225, esta permite la conexión con la N-603 a 100 metros y con la N-6 a 4 km, en la entrada al núcleo de El Espinar, capital municipal.
La población es bordeada por los arroyos Cabra y de la Calera, ambos afluentes del río Moros, también en las proximidades del área residencial, poco antes de recibir las aguas del Gudillos.
Sito Prados en el centro del término municipal, se encuentra a 4 km de la capital municipal en El Espinar y 2 km de La Estación de El Espinar, dista también 2 km del núcleo Los Ángeles de San Rafael y 4 del de San Rafael ambos muy próximos vía N-6, el enlace con la Autopista AP-61 se puede realizar en cualquiera de estas dos últimas localidades.
El pueblo conforma el municipio de El Espinar junto con los núcleos de El Espinar, San Rafael, La Estación de El Espinar, Los Ángeles de San Rafael y Gudillos.

## Historia

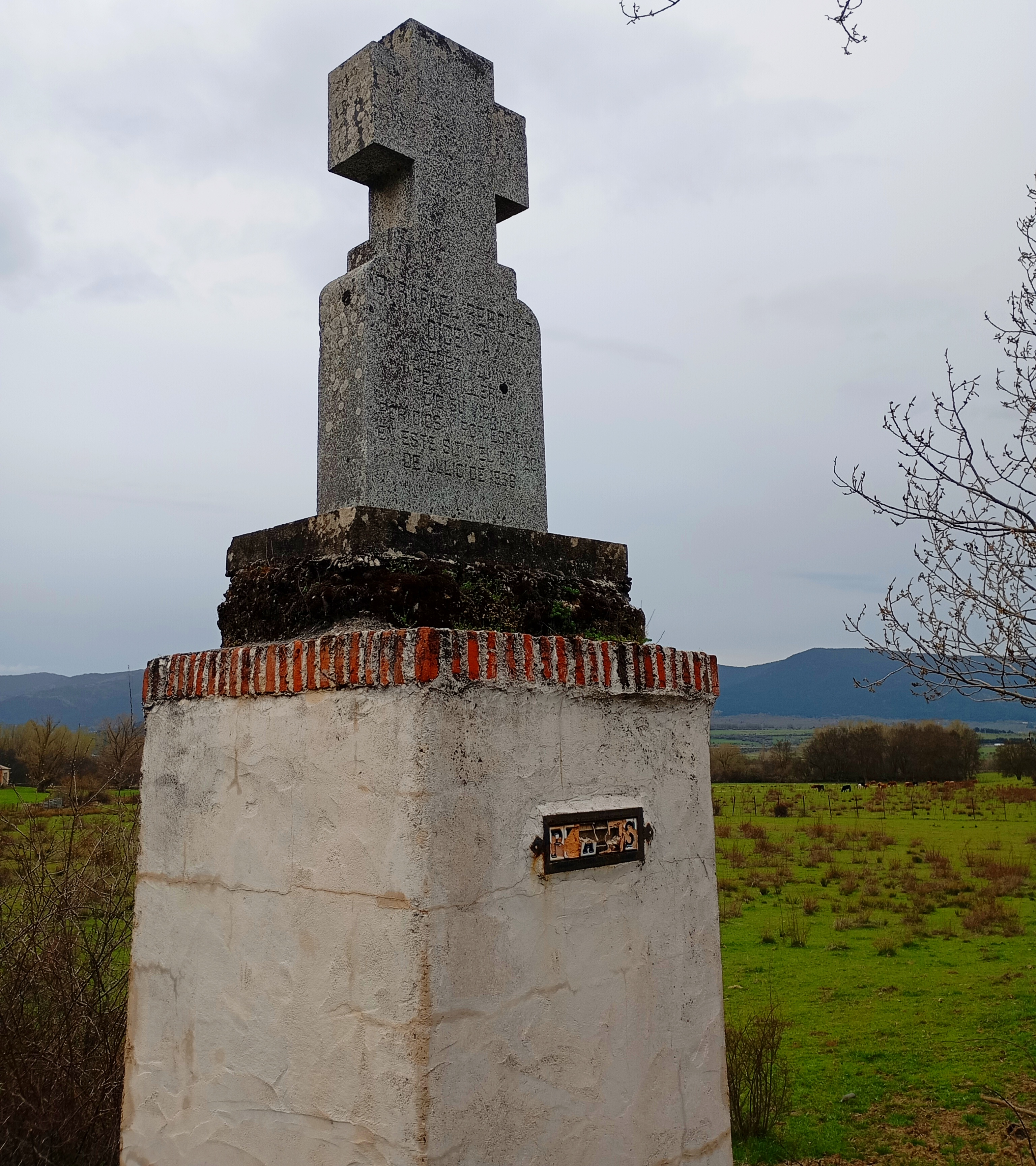
Monumento al soldado sublevado caído en los Sucesos de Prados

### Orígenes
Tras la Reconquista, la Comunidad de Ciudad y Tierra de Segovia dio un nuevo impulso organizativo y poblacional a toda la zona, quedando encuadrada esta aldea, con el nombre de Santa María de Prados, dentro de la comunidad.
Sabemos que Alfonso X compraría casas e prados e huertos e solares de dos vecinos de los barrios de la Trinidad y San Millán de la ciudad de Segovia, llegando a darle una Carta de Población a esta aldea, una situación que generó protestas de los segovianos, que llegaron a su culmen entre 1294 y 1297 cuando el Infante Enrique se apoderó de la aldea y su término, principal núcleo de población del entorno. Junto a las correspondientes protestas al rey Fernando IV (en minoría de edad y regentado por Enrique), el concejo segoviano optó por entregar la primera carta puebla dispensada por una ciudad, en vez de por un rey, a la diminuta aldea de El Espinar el 8 de junio de 1297. En este momento el entorno de El Espinar, incluida la entidad más destacable de Santa María de Prados, pasó a formar parte del Sexmo de El Espinar, perteneciente a la comunidad y en el que se mantiene en la actualidad. Esta situación disputada e inédita fue finalmente ratificada en 1300 por Fernando IV durante la regencia de María de Molina, dada la necesidad de ayuda de las milicias segovianas.
En 1310 Santa María de Prados todavía estaba disputada entre el poderoso monasterio de monjas de las Huelgas de Burgos y el Concejo de Segovia, viendo este último la situación como un intento de usurpación como un peligro para sí mismo y para la incipiente colación de El Espinar, no dudó en hacer arder toda la urbe, desde su iglesia a sus palacios, este hecho de gran impacto en el reino supuso un mensaje cargado de significado que perduró en el tiempo. Segovia no volvió a permitir que el monasterio ni ninguna otra entidad intentara reclamar el término de Prados, desoyendo incluso a Fernando IV, que emplazó a los segovianos a interpretar el Fuero de Segovia en favor del monasterio.

### SigloXIX
El Diccionario de Madoz (1845-1850) describe Prados en el siglo XIX como un caserío que incluía una famosa venta.

### Guerra Civil
El 19 de julio de 1936, la guarnición militar de Segovia se sublevó, siguiendo el golpe de Estado iniciado en Valladolid que dio inicio a la Guerra Civil. La toma de control en la provincia fue rápida y apenas encontró resistencia. Sin embargo, uno de los pocos enfrentamientos fueron los Sucesos de Prados, donde 84 milicianos vecinos de El Espinar, con 19 escopetas de caza y 4 carabinas, intentaron tomar la localidad y apoderarse de las armas y jornaleros en manos del marquesado de Castelar.
El alcalde espinariego, Fermín Vigil, alertó a Segovia de sus intenciones, llegando a Prados, bajo el mando del teniente Higinio Valle Fernández, 20 agentes de Guardia Civil, a los que se unieron, por obligación o convicción, trabajadores del caserío. Al llegar antes que los milicianos, los republicanos fueron derrotados fácilmente a las 17:30 en un tiroteo sin bajas y 18 milicianos detenidos.
Los guardias continuaron viaje hacia San Rafael, alertados de otro acantonamiento miliciano en La Estación de El Espinar. En San Rafael los milicianos, sin casi armamento, se hicieron fuertes en la central de teléfonos y, tras otro tiroteo, murieron Pedro Cuesta, Félix del Pozo y un teniente de alcalde de Guadarrama, según la versión oficial en el tiroteo aunque los testigos apuntaron a una ejecución, versión más próxima a la autopsia que indicó muerte de una sola bala.
En este momento agentes que acudían de refuerzo fueron nuevamente atacados por milicianos en Prados y desde San Rafael volvieron en su socorro. El segundo tiroteo en Prados a las 19:30 les enfrentó a los dos contingentes de guardias civiles con sesenta obreros muy mal armados y dos guardias municipales obligados por estos a participar. Además un muchacho en bicicleta fue en búsqueda de refuerzos hasta el Comité de Otero de Herreros leal a la Segunda República. Este último tiroteo fue el de mayor magnitud y se saldó con la muerte de cuatro obreros y un agente benemérito, tras la derrota republicana los efectivos sublevados partieron hacia la localidad de El Espinar.
Los detenidos fueron juzgados por la causa 109/36 y condenados, 32 de ellos a muerte y fusilados el 23 de abril de 1937. Los Sucesos de Prados son un referente en resistencia popular durante este conflicto en la provincia de Segovia.
En 1940, durante las posguerra, figura como caserío de El Espinar, con 17 viviendas y otras 14 edificaciones que, en total, aglutinaban 46 habitantes de derecho; 80 de hecho.

### Actualidad
La finca, en posesión del marquesado de Castelar, estuvo históricamente dedicada al ganado lanar hasta los años 70 del siglo XX.
Hoy en día, mientras el caserío extremadamente despoblado mezcla hogares ruinosos y grandes viviendas unifamiliares de nueva construcción, en las proximidades, la aledaña finca de Prados de la Concepción, además de la existencia de una cantera, se continúa el legado de más de 200 años de explotación extensiva de carne de vacuno, negocio familiar en manos de su cuarta generación.

## Demografía

### Evolución de la población
| Gráfica de evolución demográfica de Prados entre 1940 y 2024 |
| |
| Población de hecho (1940) según el censo de población de la Dirección General de Estadística. Población residente (2000-2023) según los censos de población del INE. Población según el padrón municipal de 2024 del INE. |

## Cultura

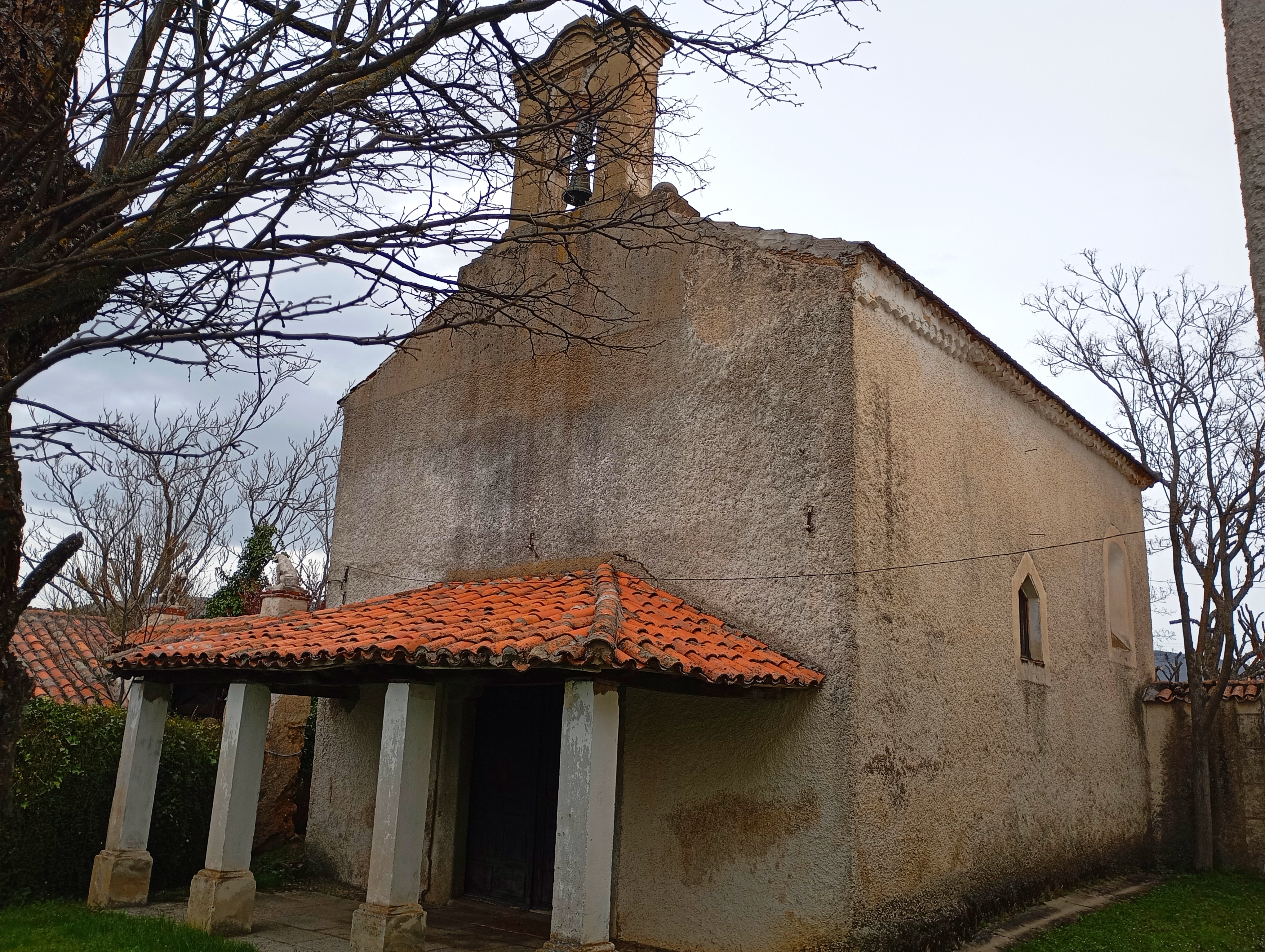
Ermita de Nuestra Señora de Prados (vista frontal)

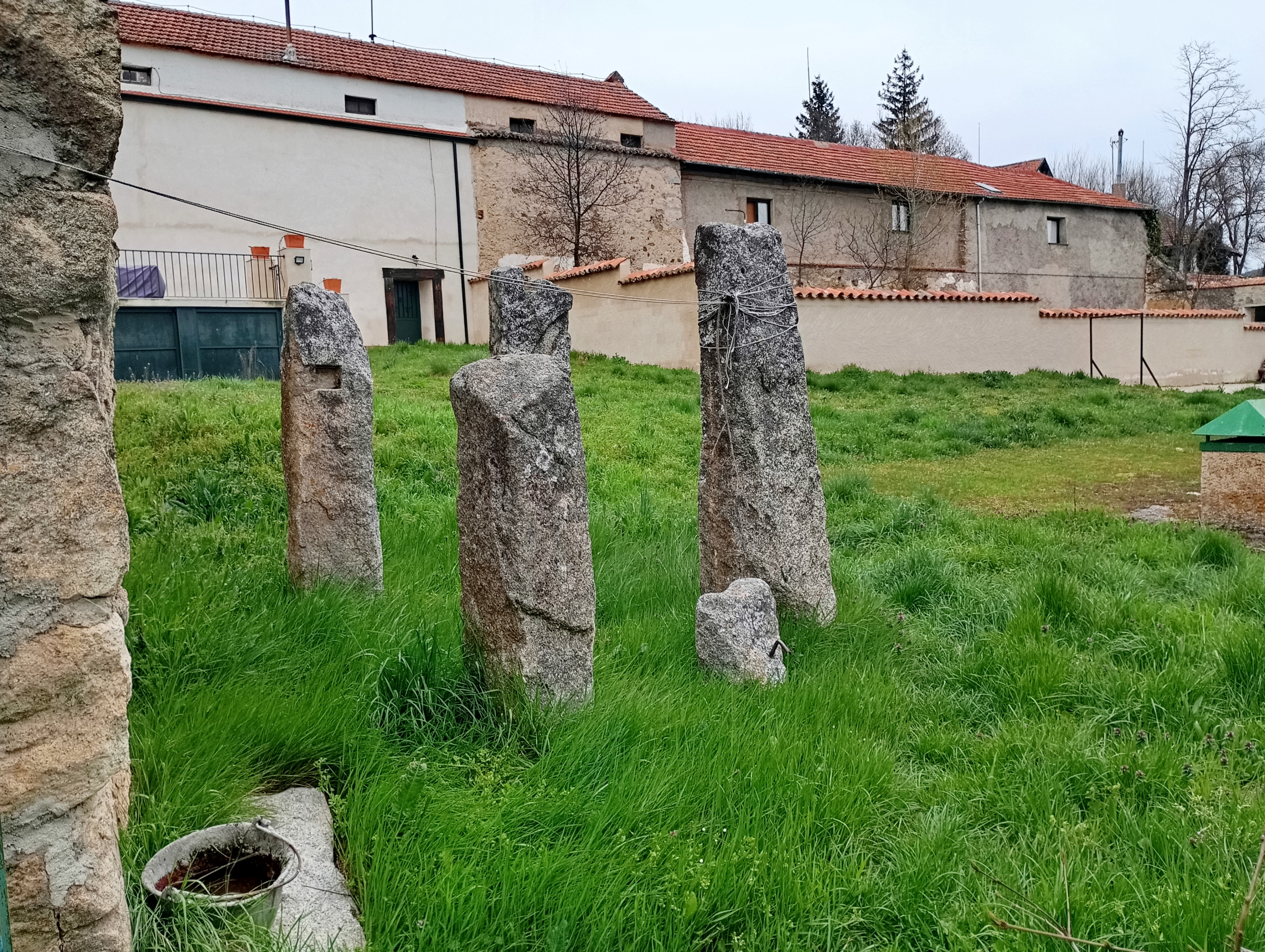
Potro de herrar

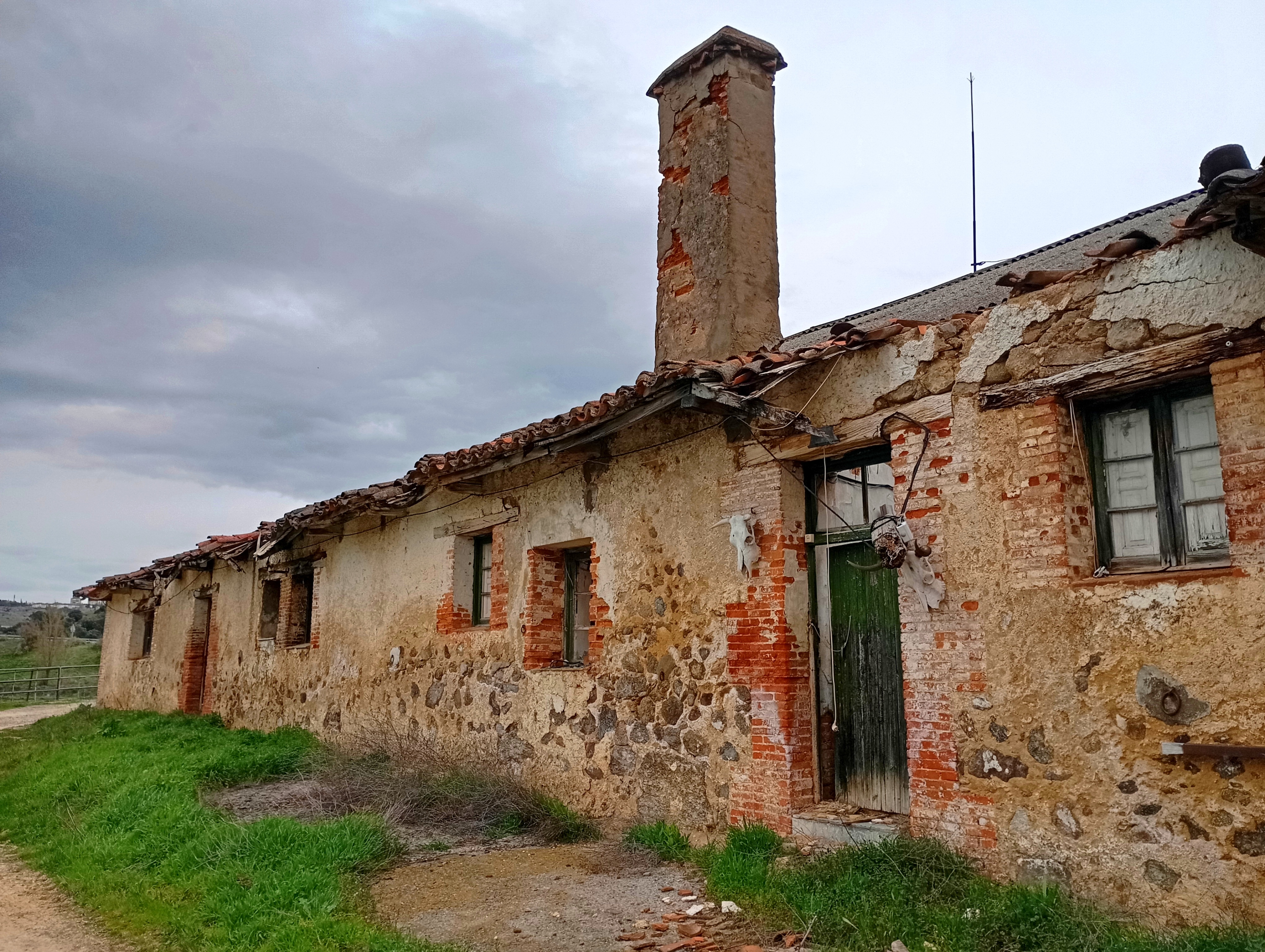
Edificaciones de estilo vernáculo en ruinas

### Patrimonio

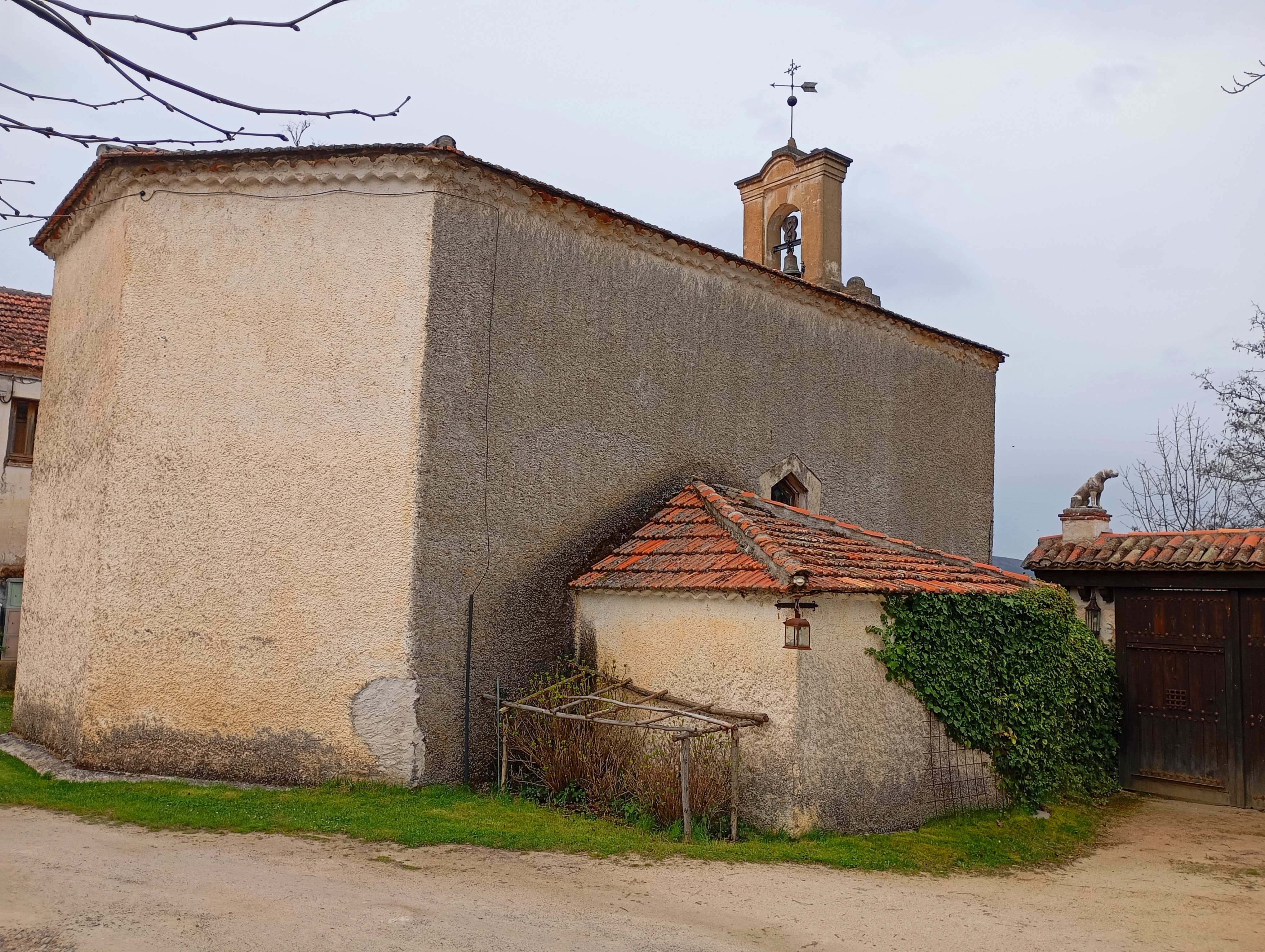
Ermita de Nuestra Señora de Prados (vista trasera)

- Ermita de Nuestra Señora de Prados, edificio austero de una planta en el que destaca su espadaña y el soportal a su entrada, además del sagrario en su interior.
- Monumento al soldado caído, situado en el desvío hacia prados, rinde memoria a Rafael Rebollo Dicenta con una cruz a un alférez alumno de la Academia de Artillería, fallecido el 20 de julio durante los Sucesos de Prados en la Guerra Civil.[15][16]
- Arquitectura tradicional vernácula de la zona, presente en sus edificios, muchos de ellos en ruinas.
- Potro de herrar, actualmente abandonado en una parcela.
- Tumba del perro Betun, con una estatua de este animal.
- Torreón, en un prado aledaño.